# Sutter Buttes

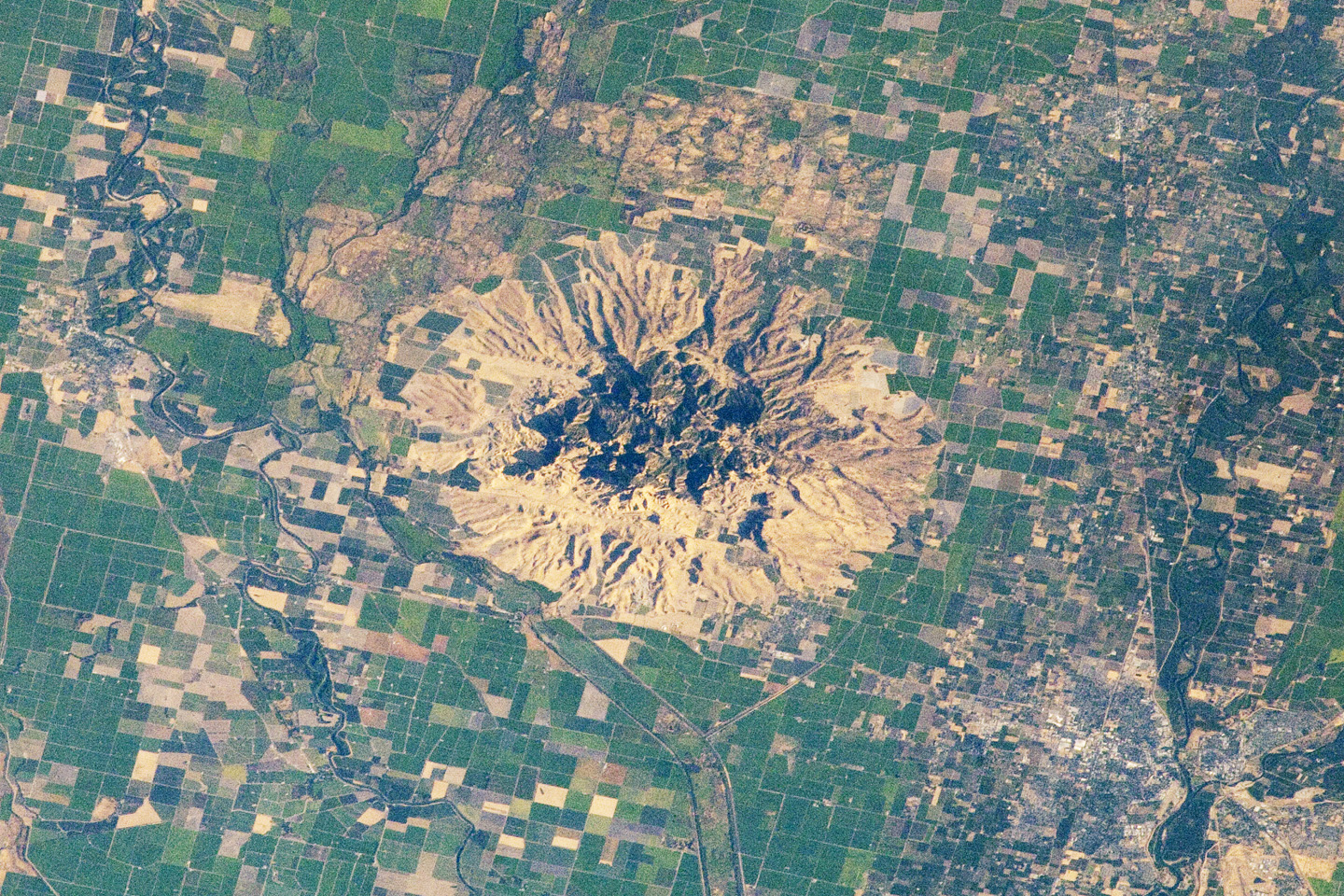
Luchtfoto van de Sutter Buttes. Rechts onderaan ligt Yuba City.

De Sutter Buttes, vroeger de Marysville Buttes genoemd, vormen een cirkelvormig complex van geërodeerde lavakoepels in de Amerikaanse staat Californië die als buttes boven de vlakte van de Sacramento Valley uitsteken. De hoogste top, South Butte, reikt tot 650 meter boven het zeeniveau. Daarmee is het het hoogste punt van Sutter County. De formatie bevindt zich ten noordwesten van Yuba City en ten oosten van de Sacramento-rivier. De buttes zijn genoemd naar John Sutter, in wiens houtzagerij in Californië in 1848 goud werd gevonden.
De Sutter Buttes worden weleens 's werelds kleinste gebergte genoemd. Van noord naar zuid en van oost naar west meten de buttes ongeveer 16 kilometer. Het merendeel is in privébezit.